# Kosjön, Uppland
Kosjön är en sjö i Sigtuna kommun i Uppland och ingår i Norrströms huvudavrinningsområde. Sjön har en area på 0,0547 kvadratkilometer och ligger 22,7 meter över havet. Sjön avvattnas av vattendraget Hargsån.

## Delavrinningsområde
Kosjön ingår i det delavrinningsområde (660793-162259) som SMHI kallar för Vid mätstation Bergshamra. Medelhöjden är 27 meter över havet och ytan är 21,62 kvadratkilometer. Det finns inga avrinningsområden uppströms utan avrinningsområdet är högsta punkten. Hargsån som avvattnar avrinningsområdet har biflödesordning 5, vilket innebär att vattnet flödar genom totalt 5 vattendrag innan det når havet efter 58 kilometer. Avrinningsområdet består mestadels av skog (63 procent) och jordbruk (27 procent). Avrinningsområdet har 0,06 kvadratkilometer vattenytor vilket ger det en sjöprocent på 0,3 procent.